# Anabarhynchus gibbsi
Anabarhynchus gibbsi är en tvåvingeart som beskrevs av Lyneborg 1992. Anabarhynchus gibbsi ingår i släktet Anabarhynchus och familjen stilettflugor. Inga underarter finns listade i Catalogue of Life.